# Пункциона дренажа мокраћне бешике
Пункциона дренажа мокраћне бешике или перкутана супрапубична цистостомија  (ПДМБ) позната и као везикостомија или епицистостомија  хируршка је интервентна метода која има за циљ стварање везе између мокраћне бешике и коже, кроз коју се одводи мокраћа из бешике код особа са опструкцијом нормалног мокраћног тока. Веза не иде кроз трбушну дупљу,  и зато је постала уобичајена и широко коришћена уролошка процедура са малим морбидитетом, јер има мањи ризик од јатрогене инфекције у односу на остале техника и мање ометаа сексуалне активности пацијента.
Како различита медицинска стања захтевају употребу ове методе она је високо прихватљива за пацијенте који због трајне опструкција мокраћног канала  нису у могућнисти да испразнити бешику помоћу уретралне катетеризације.

## Опште информације
Цистостомија у сврху супрапубичне катетеризације може се извести на један од следећа два начина, и то:
- Отвореним приступом, у којем се прави мали инфраумбиликални рез изнад пубичне симфизе
- Перкутаним приступом, у којем се катетер убацује директно кроз трбушни зид, изнад пубичне симфизе, са или без ултразвучног навођења или визуализације путем флексибилне цистоскопије.  ова метода потенцијално се може извести у амбулантним условима, поред кревета или у условима хитне неге.

## Релевантна анатомија
Мокраћна бешика код одрасле особе се налази у предњој карлици и обавијена је екстраперитонеалним мастима и везивним ткивом. Од пубичне симфизе је одвојен предњим превезикалним простором познатим као ретропубични простор. Свод бешике прекривена је перитонеумом, а врат бешике је фиксиран за суседне структуре рефлексијама карличне фасције и правим лигаментима карлице.
Тело мокраћне бешике добија подршку од мишића спољашњег уретралног сфинктера и перинеалне мембране са доње стране, а бочно од унутрашњем мишића обтуратора.

## Индикације
Пункциона дренажа мокраћне бешике  најчешће се примењује када је отицање мокраће из мокраћне бешике блокирано болестима као што су:
- доброћудна хипертрофија простате
- траумом изазван поремећај уретре, која је обично повезан са преломима карлице или повредама типа седла и на њих треба посумњати када се уочи тријада:  (1) крв у уретралном меатусу, (2) немогућност мокрења и (3) опипљиво проширена бешика. Повреду уретре треба да реши уролог; међутим, супрапубична цистостомаију може бити вредна мера за хитну дренажу бешике.
- урођени дефект мокраћног тракта, код којих је потребно дуготрајно преусмеравање мокраће.
- опструкција мокраћног канала бубрежним каменцина
- рак простате
- компликована инфекција доњег генитоуринарног система са удруженим задржавањем мокраће (нпр акутни бактеријски простатитис)

- Фурнијеова гангрена, која често захтева вишеструке процедуре дебридмана генитоуринарног система и, потенцијално, пресађивање коже. Ако уретрални катетер омета негу ране и хируршко лечење ове компликоване, опасне болести,  супрапубична цистостомија једна је од метода избора.
- неурогена бешика[3] која је последица повреда кичмене мождине, можданог удара, мултипле склерозе , неуропатије или дисинергије сфинктера детрузора[4] који не могу да празне и који не могу или не желе да изврше чисту интермитентну катетеризацију.[5][6]
- фалусна реконструкција или санација фистуле[7] такође може захтевати  дуготрајно преусмеравање урина.[8]

## Контраиндикације

### Апсолутне контраиндикације
Перкутана супрапубична цистостома је апсолутно контраиндикована у следећим околностима:
- Бешика није проширена, није лако опипљива или се не може локализовати уз помоћ ултразвука
- Пацијент има историју рака мокраћне бешике.

### Релативне контраиндикације
Релативне контраиндикације укључују следеће:
- Коагулопатија
- Претходне операције доњег абдомена или карлице (због могућности адхезија између црева и бешике)
- Карцином карлице, са или без анамнезе зрачења (због могућности адхезија)
- Постављање ортопедског материјала за поправку прелома карлице – иако неки извештаји сугеришу да су супрапубичне цеви које доводе до инфекције материјала релативно ретка компликација.[9]

Ако је перкутано постављање контраиндиковано и неопходан је отворени хируршки приступ супрапубичној цистостомији да би се обезбедила одговарајућа дисекција путем адхезија, избегла повреда црева и постигла ефикасна хемостаза, то би вероватно морао да уради општи хирург или уролог у оперативном окружењу.

## Метода
Пункциона дренажа мокраћне бешике изводи се тако што се  након супрапубичне пункције или хируршког реза танка цев (катетер) пласира кроз кожу непосредно изнад стидне кости у мокраћну бешику, често уз помоћ ултразвучног снимања.
Овај катетер у почетку остаје на месту пласирања до месец дана, односно све док ткиво око њега на ствара ожиљак и формира канал (синус) између мокраћне бешике и спољашњости тела. Након што је формирање ожиљног ткива и канала, катетер се повремено мења како би се спречила инфекција.
Технике директне перкутане пункције често се користе у хитним случајевима са великим проширењима бешике, како би се бешика одмах испразнила и пружила олакшање пацијенту.
- Подешавања пигтаил катетера
- Правилно постављање супрапубичног катетера код  жене.
- Илустрација која приказује правилан начин чишћења око супрапубичног катетера.

## Компликације и превенција
Без обзира на то како је постављена супрапубична цистостома, увек је препоручљиво растегнути бешику током локализације хируршког места. Ово пружа лекару најбољу прилику да брзо пронађе бешику и избегне повреде црева.
У хитним случајевима, када се мокраћна цев не може канулирати и мокраћна бешика мора бити декомпресирана, бешика је вероватно већ пренапуњена мокраћом. Ово се може приметити током физичког прегледа. У супротном, ако се уретра може канилирати Фолијевим катетером или флексибилним цистоскопом, бешика се може проширити нормалним физиолошким раствором. Да би се спречила грам-негативна бактеремија, пре инструмената у генитоуринарном тракту треба применити одговарајући интравенски грам-негативни антибиотик пре процедуре. 